# Junior Poluleuligaga

a Compétitions nationales et continentales officielles uniquement.

b Matchs officiels uniquement.
Dernière mise à jour le 24 avril 2024.
Junior Poluleuligaga (dit Polu), né le 5 février 1981 à Otahuhu en Nouvelle-Zélande, est un joueur de rugby à XV international samoan. Il joue au poste de demi de mêlée. Joueur professionnel entre 2004 et 2014, il dispute deux Coupes du monde lors de sa carrière.

## Carrière

### En club
Né à Otahuhu dans la banlieue d'Auckland en Nouvelle-Zélande, Junior Poluleuligaga est scolarisé au De La Salle College (en), avec qui il joue au rugby à XV. arrière de formation, il est reconverti demi de mêlée en 1998, à cause de la présence de Mils Muliaina en sélection scolaire régionale.
Après avoir terminé le lycée, il rejoint l'Academy (centre de formation) de la province d'Auckland, tout en jouant pour le club amateur de Otahuhu dans le championnat local,.
Non-conservé par Auckland à la fin de l'année 2002, il part en Australie l'année suivante pour disputer une saison avec Southern Districts en Shute Shield,.
De retour en Nouvelle-Zélande en 2004, il rejoint dans un premier temps le Massey RFC dans le championnat amateur de North Harbour. Auteur d'une saison convaincante, il otient dans la foulée un contrat professionnel avec la province de North Harbour pour la saison 2004 du National Provincial Championship (NPC). Après une première saison où il ne joue qu'un seul match comme remplaçant de Billy Fulton, il s'impose comme le titulaire du poste de demi de mêlée lors de la saison 2005,.
Sa bonne saison au niveau provincial lui permet d'obtenir un contrat avec les Blues, pour la saison 2006 de Super 14,. Il joue son premier match à ce niveau le 4 mars 2006 contre les Crusaders. En concurrence avec le All Black Steve Devine et l'international samoan John Senio, il profite des absences récurrentes du premier nommé pour parvenir à jouer neuf rencontres, dont deux titularisations,. Au terme de la saison, il n'est pas conservé à cause de son statut d'international samoan, les places réservées aux joueurs non-sélectionnables avec les All-Blacks étant limitées au sein des franchises néo-zélandaises.
En décembre 2007, il rejoint le RC Toulon, évoluant alors en Pro D2, en tant que joker médical du Sud-Africain Norman Jordaan,. Présent au sein du club varois jusqu'à la fin de saison, il joue dix-huit matchs, dont huit titularisations, en étant en concurrence avec le Wallaby George Gregan. Il participe ainsi à l'obtention du titre de champion de France, et à l'accession en Top 14.
Après son départ de Toulon, il fait un bref passage par la Nouvelle-Zélande, et joue une rencontre avec sa province formatrice d'Auckland lors de la saison 2008 de NPC,.
Toujours en 2008, il s'engage avec le club anglais des Harlequins (Premiership. Au sein d'un effectif comportant Andy Gomarsall et Danny Care, il ne joue que neuf matchs lors de la saison, pour une seule titularisation.
En 2009, il fait son retour en Nouvelle-Zélande et rejoint la province de Bay of Plenty en NPC,. Lors de sa saison avec cette équipe, il est titulaire lors de treize matchs, engrangeant un temps de jeu important en raison de l'absence de concurrence.
Après sa bonne saison avec Bay of Plenty, il est recruté par la franchise des Chiefs pour la saison 2010 de Super 14. Se partageant le poste avec 'ancien All Black Brendon Leonard, il joue douze rencontres, pour quatre titularisations,.
Plus tard en 2010, il s'engage avec le club anglais des Exeter Chiefs, récemment promu en Premiership,. Convaincant lors de sa première saison, malgré le fait qu'il en ai raté la première partie sur blessure, il prolonge son contrat avec Exeter pour deux saisons supplémentaires. La saison suivante, il voit son temps de jeu drastiquement diminuer,. Utilisé uniquement en Coupe anglo-galloise lors de sa troisième saison dans le Devon, un prêt aux Cornish Pirates, club de deuxième division, est annoncé, mais n'a finalement pas lieu,. Non-conservé en juin 2013, il est alors prévu qu'il mette un terme à sa carrière professionnelle,.
Toutefois, il continue finalement sa carrière de joueur avec la province d'Auckland, qu'il rejoint à nouveau pour la saison 2013 de NPC. Doublure de Piri Weepu, il n'est titularisé qu'une fois en cinq matchs joués, notamment à cause d'une blessure à l'épaule,. Toujours présent dans l'effectif lors de la saison 2014, il dispute cette fois onze rencontres, dont huit comme titulaire, pour ce qui est sa dernière saison comme joueur professionnel. Il continue cependant à jouer au niveau amateur avec le club de Papatoetoe jusqu'en 2016, avant de devenir entraîneur de cette équipe.

### En équipe nationale
Junior Poluleuligaga joue pour la sélection scolaire néo-zéladaise en 2000,.
En vertu de ses origines samoanes, il participe en 2004 à la tournée des Pacific Islanders en Europe. Doublure du Fidjien Mosese Rauluni, il dispute les matchs face au pays de Galles et à l'Irlande.
Il honore sa première cape internationale avec l'équipe des Samoa le 9 juin 2007 contre l'Afrique du Sud,.
Il est retenu au sein du groupe samoan sélectionné pour participer à la Coupe du monde 2007 en France. Se partageant le poste avec Steven So'oialo, il débute trois des quatre matchs de son équipe, inscrivant un essai face à l'Angleterre.
Il est à nouveau sélectionné quatre ans plus tard, pour le Mondial 2011 en Nouvelle-Zélande. Derrière l'indiscutable Kahn Fotuali'i et le jeune Jeremy Su'a (en) dans la hiérarchie des demis de mêlée, il joue uniquement le match face à la Namibie, comme remplaçant,.
Il obtient la dernière de ses vingt-et-une sélections le 22 juin 2013 contre l'Afrique du Sud,.

## Palmarès

### En club
- Vainqueur du Champion de France de Pro D2 : 2008 avec le RC Toulon.

### En équipe nationale
- 21 sélections avec l'équipe des Samoa entre 2007 et 2013.
- 20 points (4 essais)
- Coupe du monde disputées : 2007 avec 4 sélections et 1 essai (Afrique du Sud, Tonga, Angleterre, États-Unis), 2011 avec 1 sélection (Namibie)

- 2 sélections avec les Pacific Islanders en 2006.